# Rezolucja Rady Bezpieczeństwa ONZ nr 1670
Rezolucja Rady Bezpieczeństwa ONZ nr 1670 została uchwalona 13 kwietnia 2006 podczas 5410. posiedzenia Rady.
Rezolucja przedłuża mandat Misji ONZ w Etiopii i Erytrei (UNMEE) do 15 maja 2006. 